# Lowell Dingus
Lowell Dingus (* 1951) ist ein US-amerikanischer Paläontologe.
Dingus wurde 1984 an der University of California in Paläontologie promoviert und arbeitete drei Jahre für die California Academy of Sciences über eine Ausstellung zur Evolution und 1987 ans American Museum of Natural History (AMNH) in die Abteilung Wirbeltier-Paläontologie. Dort war er an einem Zehnjahresprojekt der Renovierung der Ausstellung der Fossilien-Hallen beteiligt. Er ist Research Associate des Museums.
1991 bis 1998 war er an Ausgrabungen auf der Suche nach Dinosauriern des AMNH in der Mongolei (Wüste Gobi, Ukhaa Tolgod) beteiligt. 1997 entdeckte er mit Luis M. Chiappe in Patagonien ein gut erhaltenes Sauropoden-Nest. Dort wurden die ersten Embryos von Sauropoden gefunden, mit erhaltenen Hautresten. Er grub auch in China (Autonomes Gebiet Xinjiang) aus.
Er schrieb Bücher über Dinosaurier sowohl für Erwachsene als auch für Kinder und arbeitet für die InfoQuest Gruppe in der Popularisierung von Naturwissenschaften, vornehmlich Evolutionslehre, Geologie und Paläontologie.

## Schriften
- Hell Creek, Montana: America's Key to the Prehistoric Past, St. Martin´s Press 2004
- mit Luis M. Chiappe: Walking on eggs: the astonishing discovery of thousands of dinosaur eggs in the badlands of Patagonia, Scribner 2001
- mit Chiappe, Rodolfo Coria Dinosaur eggs discovered! : unscrambling the clues, Minneapolis: Twenty-First Century Books 2008
- mit Mark Norell: Barnum Brown: The Man Who Discovered Tyrannosaurus rex, University of California Press 2011
- mit Timothy Rowe: Mistaken Extinction: Dinosaur Evolution and the Origin of Birds, Timothy Rowe 1997
- Next of Kin: Great Fossils at the American Museum of Natural History, Rizzoli 1996
- mit Norell, Gaffrey Discovering dinosaurs in the American Museum of Natural History, Knopf 1995

Für Kinder und Jugendliche:
- mit Mark Norell, Eugene S. Gaffney Discovering Dinosaurs: evolution, extinction and the lessons of prehistory, A. Knopf 1995
- mit Mark Norell: Searching for Velociraptor, Harper Collins 1997
- mit Mark Norell A nest of dinosaurs: the story of Oviraptor, Doubleday/Random House 1999
- mit Chiappe: The tiniest giants : discovering dinosaur eggs, Random House 1999
- What color is that dinosaur ?, Brookfield: Millbrook Press 1994